# Maria Porochina
Maria Mikhaïlovna Porochina (en russe : Мария Михайловна Порошина) est une actrice russe de théâtre et de cinéma, née le 1er novembre 1973 à Moscou.

## Biographie
Maria Porochina naît le 1er novembre 1973, dans une famille de comédiens. Sa mère, Natalia Petrovna Krasnoïarskaïa, maintenant metteur en scène au Théâtre Bolchoï, a appris le chant classique et interprété des romances et des chansons d'époque. Le père, Mikhaïl Ivanovitch Porochine, était soliste dans le célèbre ensemble Berezka. La grand-mère était chanteuse d'opéra.
Les parents de Maria divorcent, et sa mère se remarie avec l'acteur Dmitri Iouriévitch Nazarov. Il s'entend bien avec sa fille adoptive, vérifie ses devoirs et l'interroge. Elle n'a alors que peu de temps libre. Elle étudie à l'école n° 59 (maintenant 1286), se spécialisant dans l'étude du français, et apprend à danser au sein de la troupe de l'ensemble Berezka.
À la fin de ses études, Maria s'inscrit à l'École-studio MKhAT, qu'elle abandonne au bout d'un an pour rejoindre l'Institut d'art dramatique Boris Chtchoukine.
Elle dirige l'émission Élargissons le cercle, joue dans diverses productions du répertoire classique et contemporain, notamment au Théâtre de la Pokrovka, sous la direction de Sergueï Nikolaïevitch Artsibachev. Maria fait actuellement partie de la troupe de théâtre de Sergueï Vinogradov,  LE THEATRE, où elle débute en interprétant le rôle de Chloé dans l'adaptation du roman de Boris Vian L'Écume des jours.
Maria Porochina fait ses premiers pas au cinéma en interprétant de petits rôles dans des feuilletons télévisés. C'est grâce à celui de Tamara dans la série intitulée La Brigade (2002) et au rôle principal tenu dans la série Dis toujours : toujours (2003) qu'elle connait la renommée. Puis suivent des rôles principaux au grand écran, dans Le 4ème Vœux (2003), ou, parmi la fantastique équipe de Timur Bekmambetov, sur le tournage de Night Watch (2004).
En 2005, Maria ré-endosse le rôle de la Grande Magicienne Svetlana dans la suite, Day Watch, film qui à l'époque a réalisé le plus d'entrées au box-office.

## Famille
- Le grand-père Ivan Mikhaïlovitch Porochine
- La grand-mère Adélaïde Petrovna Porochina
- Le père, Mikhaïl Ivanovitch Porochine, naissance à Polevskoï, où vivent ses parents. Maria passe souvent son temps dans cette ville, chez ses grands-parents.
- La sœur Anastasia Porochina

## Vie privée
Maria a pour premier époux l'acteur Gocha Koutsenko. De cette union naît Polina, en 1996. Polina tourne en 2007 dans la série télévisée Sur le chemin du cœur, et, en 2010, avec son père, le rôle de Christine dans La compensation.
Maria se remarie avec l'acteur Ilia Drevnov, avec lequel elle a deux filles : Serafima, née en 2005, et Agrafena, née le 18 février 2010.

## Rôles au théâtre
- 1997 : Hedda Gabler, d'Henrik Ibsen : Hedda
- 1997 : Pauvreté n'est pas vice, d'Alexandre Ostrovski : la mère
- 1997 : L'Ombre, d'Evgueni Schwarz : la Princesse
- 1999 : Le Revizor, de Nicolas Gogol : reine
- 1999 : Monsieur Amédée, d'Alain Reynaud-Fourton : Madeleine
- 1999 : La ville des souris, œuvre collective des étudiants de l'institut théâtrale Chtchoukine : une souris
- 2000 : L'Écume des jours, de Boris Vian : Chloé
- 2007 : Un Homme formidable, de Tankred Dorst : Julia
- Les Liaisons dangereuses, de Pierre Choderlos de Laclos : Cécile
- Vénus, Anaïs Nin
- Arlequino, mise en scène de Sergueï Edouardovitch Aldonine
- 2009 : Le Verre d'eau, mise en scène de Sergueï Edouardovitch Aldonine : la reine Anne

## Filmographie
- 2002 : Antikiller
- 2002 : La Brigade
- 2002 : Kamenskaïa - 2
- 2003 : Dis toujours : toujours
- 2003 : Le 4e vœux
- 2004 : Night Watch
- 2005 : Day Watch
- 2010 : Nouvel An
- 2013 : Anna German : le secret de l'aigle blanc
- 2018 : Les Derniers Sapins de Noël (Ёлки последние) de Egor Baranov : Youlia Mikhaïlovna